# Liste von Frauen aus dem Kanton Solothurn
Diese Liste von Frauen aus dem Kanton Solothurn enthält Frauen aus mehreren Jahrhunderten aus dem Schweizer Kanton Solothurn, welche die Gesellschaft im Rahmen der damaligen Möglichkeiten mitgestalteten.
| Name                                             | Herkunft                | geb.    | gest. | Biografisches |
| ------------------------------------------------ | ----------------------- | ------- | ----- | --- |
| Kathrin Altwegg                                  | Balsthal                | 1951    |       | Astrophysikerin an der Universität Bern. Leiterin des Projektes «Rosina», in dessen Rahmen der Komet Churyumov-Gerasimenko erforscht wurde. |
| Ursula Berger                                    | Olten                   | 1950    |       | Tänzerin, Tanzpädagogin und Choreografin |
| Clara Büttiker                                   | Olten                   | 1886    | 1967  | Journalistin, Frauenrechtlerin und Schriftstellerin. Sie gründete den Schweizerischen Frauenkalender und fungierte gleichzeitig als Redaktorin, Akquisitorin und Verlegerin. |
| Maria Felchlin                                   | Olten                   | 1899    | 1987  | Ab 1929 war sie die erste praktizierende Ärztin des Kantons Solothurn. Sie war Mitglied in der Freisinnig-Demokratischen Partei (FDP) und setzte sich für die Einführung des Frauenstimmrechts ein.                                                                                              |
| Cornelia Füeg (geb. Hitz)                        | Zürich                  | 1941    |       | Als Mitglied der FDP setzte sie sich im Nationalrat besonders für die Gleichstellung von Frau und Mann ein – und zwar als erste Solothurner Nationalrätin. In ihrer Zeit als erste Regierungsrätin (1988–1997) führte sie das Bau- und Justizdepartement.                                        |
| Ruth Gisi                                        | Hochwald                | 1951    |       | Ruth Gisi (FDP) war 1997 bis 2005 die zweite Frau in der Geschichte des Solothurner Regierungsrates. |
| Maria Franziska Greder                           | Solothurn               | 1674    | 1743  | Besitzerin des Landsitzes «Blumenstein». Sie und ihr Ehemann Franz Heinrich von Stäffis liessen zwischen 1725 und 1729 das heutige Schloss erbauen. |
| Rosina Gschwind-Hofer                            | Biglen                  | 1841    | 1904  | 1888 war sie Mitbegründerin und bis 1889 auch Präsidentin des Schweizerischen Gemeinnützigen Frauenvereins. |
| Imma Grolimund                                   | Rodersdorf              | 1872    | 1944  | Schriftstellerin und Lehrerin |
| Ruth Grossenbacher                               | Kapstadt / Schönenwerd  |         |       | Mitglied des Solothurner Verfassungsrates und Nationalrätin. Durch ihren Antrag als Präsidentin der CVP Frauen Schweiz führte die CVP 1991 eine Mindestvertretung von 30 % beider Geschlechter in den Parteigremien ein.                                                                         |
| Anna Heer                                        | Olten                   | 1863    | 1918  | Anna Heer war als Chefärztin und Dozentin der Pflegerinnenschule in Zürich tätig. |
| Lucie Hüsler                                     | Hersiwil                | 1947    |       | Als verheiratete Frau wollte sie mit ihrem Ledignamen für den Kantonsrat kandidieren, was ihr verboten wurde. Von 1985 bis 1989 präsidierte sie die SP-Frauen Schweiz. Während der 1980er Jahre arbeitete sie an der neuen Verfassung des Kantons Solothurn mit.                                 |
| Olga Kaiser                                      | Lohn / Biberist         | 1897    | 1947  | Verfasserin von Romanen, Theaterstücken, Kurzgeschichten und Artikeln in Zeitschriften, Kalendern und der solothurnischen Presse |
| Lilo Kennel-Kobi                                 | Schaffhausen / Balsthal | 1930    | 2022  | Spitzenturnerin, Schwimmerin, Olympionikin (London 1948, Helsinki 1952). Initiantin des Mukiturnens in der Schweiz. Lilo Kennel setzte sich für mehr Rechte von Frauen im Sport ein. |
| Rosmarie Kull-Schlappner                         | Olten                   | 1921    | 1997  | Redaktorin der Schweizerischen Lehrerinnen-Zeitung. Im Vorstand des Frauenstimmrechtsvereins und als Präsidentin der Frauenzentrale Solothurn kämpfte sie für die Rechte der Frauen. |
| Ruth Kruysse-Morof                               | Pfäffikon / Solothurn   | 1942    | 1992  | Textilkünstlerin und Malerin |
| Iris Minder                                      | Luzern / Grenchen       | 1951    |       | Theater-Regisseurin und Autorin |
| Marguerite Misteli                               | Solothurn               | 1945    |       | Erste Solothurner Nationalrätin der Grünen Partei. |
| Franziska Möllinger                              | Speyer / Solothurn      | 1817    | 1880  | Franziska Möllinger war die erste Frau in der Schweiz, die als Fotografin bzw. Daguerreotypistin tätig war. |
| Katharina Muff                                   | Altbüron / Olten        | 1868    | 1951  | Schweizer Sozialdemokratin und Frauenrechtlerin. Gründerin der sozialistischen Frauenbewegung im Kanton Solothurn und Vorkämpferin für das Frauenstimmrecht. |
| Nafa Oulette Mariam Munzinger                    | Abessinien              |         | 1875  | Nafa Oulette Mariam Munzinger gehörte der Ethnie der Bogos im Hochland Abessinens an. Verheiratet war sie mit dem Oltner Orientalisten Werner Munzinger. Dieser versah den vom Britischen Empire verliehenen Verdienstorden mit einer Widmung an sie.                                            |
| Anny Peter                                       | Wisen                   | 1882    | 1958  | Ab 1920 engagierte sie sich stark für die Bildung der Arbeiter und für christkatholische Frauen und Mädchen. Als Zentralpräsidentin des Verbands der Christkatholischen Frauenverbände setzte sie sich für das kirchliche Frauenwahlrecht ein.                                                   |
| Elisabeth Pfluger                                | Härkingen               | 1919    | 2018  | Lehrerin, Sagensammlerin und Verfasserin zahlreicher volkskundlicher Schriften |
| Anne Riche                                       | Solothurn               | 13. Jh. |       | Hauptstifterin des Franziskanerklosters in Solothurn |
| Elisabeth "Bethi" Schibli                        | Olten                   | 1921    | 2017  | Hausbeamtin, Koch- und Konsumentenberaterin, Frauenrechtlerin, Vizepräsidentin der freisinnigen Partei Olten. Sie wurde 1973 als eine der ersten Frauen in den Solothurner Kantonsrat gewählt.                                                                                                   |
| Dina Schmid-von Hayn                             | Deutschland             |         |       | Mitgründerin und Präsidentin des Arbeiterfrauenvereins Olten. Frau des SP-Politikers Jacques Schmid. |
| Rosemarie Simmen                                 | Zürich                  | 1938    | 2024  | Für die CVP in den kantonalen Verfassungsrat und den Kantonsrat gewählt. Sie war ab 1987 die erste Ständerätin des Kantons Solothurn. |
| Amanda Tröndle-Engel                             | Ligerz / Solothurn      | 1861    | 1956  | Amanda Tröndle führte in Solothurn eine eigene Malschule, in der sie ihre theoretischen Erkenntnisse praktisch umsetzte. Durch ihre pädagogische und publizistische Tätigkeit wurde sie zu einer bedeutenden Kunstvermittlerin und insbesondere zur Pionierin eines modernen Zeichenunterrichts. |
| Lilian Uchtenhagen-Brunner                       | Olten                   | 1928    | 2016  | Die gebürtige Oltnerin wurde 1971 im Kanton Zürich als eine der ersten Frauen in den Nationalrat gewählt. 1983 nominierte sie die SP-Fraktion als Kandidatin für die Wahl in den Bundesrat, in dem sie das erste weibliche Mitglied gewesen wäre. Stattdessen wurde Otto Stich gewählt.          |
| Ursula Ulrich-Vögtlin                            | Olten                   | 1947    |       | Politisch aktiv war die 1947 geborene Ursula Ulrich-Vögtlin zwischen 1973 und 1991. In dieser Zeit war sie sowohl auf Gemeinde-, Kantons- und Bundesebene für die SP tätig. |
| Hadwig von Arx                                   | Solothurn               | 1881    | 1970  | Lehrerin, Schriftstellerin und Bibliothekarin |
| Katharina von Arx                                | Niedergösgen            | 1928    | 2013  | |
| Marianne von Burg-Pfiffner                       | Aarau                   | 1922    |       | Die Ärztin war von 1973 bis 1985 Kantonsrätin und 1982 die erste Präsidentin des Solothurner Kantonsparlaments. |
| Barbara von Roll                                 | Solothurn               | 1502    | 1571  | Barbara von Roll erwarb sich weitreichende Kenntnisse der Pflanzenheilkunde und widmete sich der unentgeltlichen Pflege und Heilung Kranker. Die Erfolge ihrer Behandlungen und ihre gottesfürchtige Lebensweise machten sie zu einer begehrten und bewunderten Heilerin.                        |
| Maria Magdalena von Roll                         |                         | 1596    | 1672  | Maria Magdalena von Roll bewegte ihren Vater zum Bau der Kirche zu Kreuzen bei Rüttenen. |
| Maria Louisa von Sury Bussy geborene von Tschudy | Näfels                  |         | 1797  | In den Wirren nach der französischen Revolution, d. h. ab 1793 nahm Maria Louisa von Sury Bussy sich aus Frankreich geflüchteter Emigranten und Geistlicher an. Sie gewährte ihnen Unterkunft, kleidete sie ein und verköstigte sie.                                                             |
| Metzina Wächter                                  |                         | 14. Jh. |       | Laut der Berner Chronik von Conrad Justinger soll die «Wetterhexe» Metzina Wächter 1383 während der Belagerung der Stadt Olten durch die Solothurner und die Berner ein rettendes Unwetter heraufbeschworen haben.                                                                               |
| Silja Walter                                     | Rickenbach              | 1919    | 2011  | Benediktinerin und Schriftstellerin. |
| Trudi Witta-Humm                                 | Olten                   | 1908    | 2002  | Schweizer Sozialdemokratin. Ihr wichtigstes politisches Ziel, die Einführung des Frauenstimmrechts, verfolgte sie bis 1971 mit grosser Hartnäckigkeit. |
| Brigit Wyss                                      | Solothurn               | 1960    |       | Erste Solothurner Regierungsrätin der Grünen Partei, zuvor Gemeinde-, Kantons- und Nationalrätin |
| Therese Zila                                     | Olten                   | 1918    |       | Als Violinistin und Bratschistin wirkte sie unter anderem im Stadtorchester Olten, im Kammerorchester Solothurn und im Aargauer Berufs-Sinfonieorchester mit. |
| Name                                             | Herkunft                | geb.    | gest. | Biografisches |